# Santo Cristo de Burgos (Catedral de Burgos)

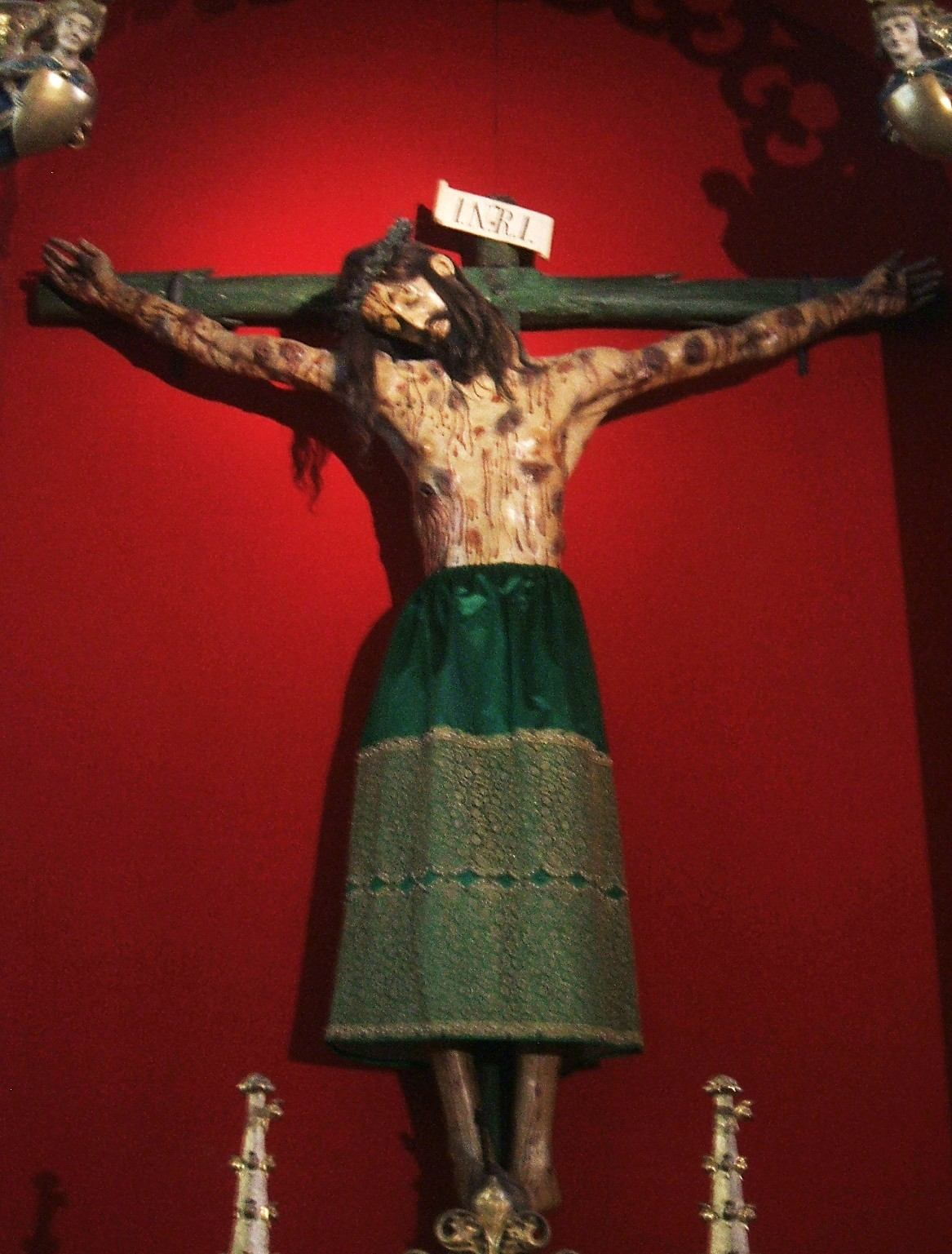
Santo Cristo de Burgos de la Catedral de Burgos.

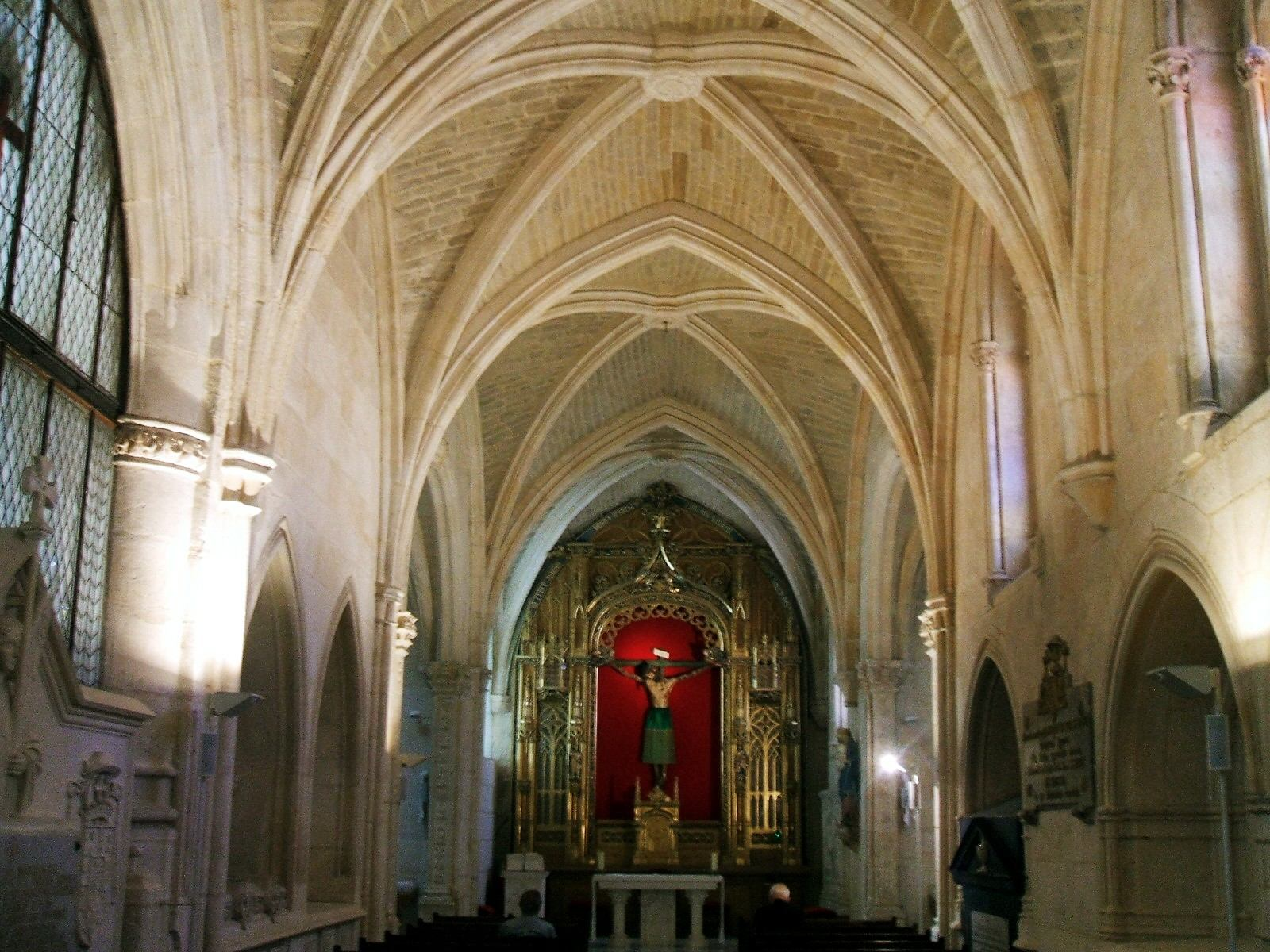
Capilla del Santísimo Cristo de Burgos

El Santo Cristo de Burgos, también conocido como Santísimo Cristo de Burgos, es una imagen de Jesús crucificado. Se encuentra en la Capilla del Santísimo Cristo de Burgos de la Catedral de Burgos (España).
 CristodeBurgos.com
Es una escultura del siglo XIV y de autor anónimo, concretamente un crucifijo articulado que permite mover los brazos y piernas (en relación con las ceremonias que en la Edad Media se celebraban el Viernes Santo). Tallada en madera, tiene el pelo y las uñas naturales; las articulaciones y la herida del costado están recubiertas con piel curtida de animal. Bajo los pies tiene tres huevos de avestruz traídos a Burgos desde África por un comerciante local.
Se trata de una imagen milagrera, muy venerada desde antiguo, ya que los mercaderes burgaleses fundaron capillas bajo su advocación en Brujas y Amberes, y los agustinos extendieron su devoción por toda España e Hispanoamérica: prácticamente no había catedral que no tuviera una capilla consagrada a él, y su culto se multiplicó con grabados y láminas, popularizándose su iconografía de largas melenas, cuerpo ensangrentado y, sobre todo, unos faldones que le cubren casi por entero las piernas.
Numerosos viajeros, historiadores y escritores han descrito este Cristo y han reflejado la enorme devoción y emoción que suscitaba, entre otros Andrea Navagero, santa Teresa de Jesús, Agustín Moreto, Enrique Flórez, Jean-Paul Sartre o Rafael Alberti.
Una leyenda atribuye la autoría a Nicodemo, que lo habría modelado sobre el cuerpo de Jesús al bajarlo de la Cruz. Otra leyenda, escrita por León de Rosmithal de Blatna entre los años 1465 y 1467, dice que el Cristo había sido hallado hace 500 años, cuando unos marineros burgaleses encontraron un galeón vacío donde solo había una caja con ese Cristo y unas tablas que decían que fuese cual fuese la costa a la que llegase pusieran la imagen en un lugar decoroso. De este modo, tomaron la imagen y la llevaron a Burgos.
Este Crucificado debió ser realizado en Flandes o en el norte de Alemania, y guarda un gran parecido estilístico con otro Cristo famoso, este yacente, el Santísimo Cristo del monasterio de las Claras de Palencia. Según otra leyenda, el Cristo de Palencia fue encontrado flotando en el mar por un vigía de la flota de Alfonso Enríquez, almirante de Castilla, entre los años 1407 y 1410.
Originalmente el Santo Cristo de Burgos se encontraba en el Real Monasterio de San Agustín de la capital burgalesa. Durante la Guerra de la Independencia fue trasladado a la catedral por seguridad y después volvió nuevamente al Monasterio de San Agustín; sin embargo, tras la Desamortización del año 1835 la imagen regresó a la catedral como emplazamiento definitivo.
El Santo Cristo de Burgos cuenta con devoción en diferentes lugares de España; también en Hispanoamérica y Filipinas.